# Enallagma annexum
Enallagma annexum ist eine Kleinlibellenart aus der Familie der Schlanklibellen (Coenagrionidae), die in großen Teilen Kanadas und Nordamerikas verbreitet ist und in nördlichen Breiten sehr häufig werden kann. Besiedelt werden sumpfige offene Seen und Teiche, häufig Moorseen. Enallagma annexum ist ein typischer Vertreter der zahlreichen Gruppe blau gefärbter Becherjungfern und den anderen Mitgliedern zum Verwechseln ähnlich, vor allem der ihr auch in den ökologischen Ansprüchen nahezu gleichenden Enallagma boreale. Erst in jüngerer Zeit wurde erkannt, dass die nearktische Population von Enallagma annexum, die zuvor als Gemeine Becherjungfer (Enallagma cyathigerum) identifiziert wurde, dieser zwar stark ähnelt, genetisch aber von ihr getrennt ist. Seither wird sie als Enallagma annexum geführt. Die Erstbeschreibung der Art erfolgte 1861 durch Hermann August Hagen.

## Merkmale
Enallagma annexum ist eine typische Schlanklibelle mit einer Körperlänge von 29 bis 40 Millimetern und einer Länge des Hinterflügels von 18 bis 20 Millimetern. Die Männchen haben eine hellblaue Grundfarbe mit großen tropfenförmigen und ebenfalls blauen Postokularflecken auf der dem Körper zugewandten Seite der Facettenaugen. Diese sind mit der Spitze zueinander ausgerichtet und über eine Linie miteinander verbunden. Die Augen sind oberseits dunkel, so dass sie wie von einer Kappe bedeckt wirken. Der auf der Oberseite des Vorderkörpers (Thorax) platzierte Mittelstreifen ist auffällig breit, die seitlichen Humeralstreifen dagegen schmal. Auf den darunterliegenden hellblauen Thoraxseiten befinden sich zwei Thoraxseitenstreifen, der obere ist nur sehr rudimentär oder gar nicht ausgebildet, so dass die Thoraxseitenfläche wie ohne Zeichnung erscheint. Das lang gestreckte Abdomen ist mit einer schlanklibellentypischen Zeichnung versehen. Das zweite Segment trägt an seinem unteren Ende einen breiten schwarzen, häufig halbmondförmig gebogenen, Querstrich. Auf den weiteren Segmenten drei bis sieben befinden sich caudal gelegene, breiter werdende schwarze Ringe, so dass die Segmente sechs und sieben fast ganz schwarz wirken. Das achte und neunte Abdominalsegment sind dann ganz blau, das zehnte oberseits wieder schwarz.
Die Populationen in Alaska und Kanada westlich der Rocky Mountains erscheinen wegen der ausgedehnteren schwarzen Zeichnung dunkler. Ihre Humeralstreifen sind breiter und die schwarze Zeichnung des Abdomens ist wesentlich ausgeprägter. Auf dem zweiten Abdominalsegment befindet sich ein ausgedehnter Fleck, ein Großteil der Abdominalsegmente vier und fünf ist schwarz. Auch die Populationen an der Pazifikküste sind durchschnittlich dunkler als die des Inlandes.
Das Abdomen der Weibchen ist kräftiger als das der Männchen gebaut und oberseits überwiegend dunkel gefärbt, die Abdominalsegmente zeigen jeweils nur am vorderen Rand der Segmente drei bis acht einen hellen Ring. Vor dem Legebohrer, auf dem achten Hinterleibssegment, befindet sich ein abstehender Dorn. Die helle Grundfärbung der Libelle ist am ausgeprägtesten auf Segment acht, dies kann manchmal sogar vollständig ohne schwarze Zeichnung sein. Die Segmente neun und zehn sind schwarz. Die Augen der Weibchen sind farblich horizontal geteilt, der obere Teil ist Dunkel-, der untere Hellbraun, auf dem unteren hellen Teil zeichnet sich meist noch ein dunkler horizontaler Streifen ab. Die Thoraxzeichnung entspricht der der Männchen. Wie in der Unterfamilie der Ischnurinae nicht ungewöhnlich, treten die Weibchen in verschiedenen Farbvarianten auf. Es gibt eine androchrome, wie die Männchen gefärbte Form, und eine braune, heterochrome Form.

### Ähnliche Arten
Eine relativ junge evolutionäre Aufsplittung hat in Nordamerika zu einer großen Anzahl teilweise sehr ähnlicher und nur schwer unterscheidbarer Arten geführt.  Allerdings werden die Becherjungferngesellschaften häufig nur aus einer Art gebildet, und einmal bestimmt, kann davon ausgegangen werden, dass alle Exemplare dieser Population nur dieser Art angehören. Präferenzen für verschiedene, auf den ersten Blick sehr ähnlich erscheinende, Habitattypen scheinen sie zu trennen, wenn auch diese Mechanismen noch nicht vollständig verstanden sind.
Enallagma annexum ist von Enallagma vernale ohne vergrößernde Untersuchung der nur in feinen Details differierenden männlichen Hinterleibsanhänge nicht zu unterscheiden. Bei E. vernale hat jeder Cercus eine knopfartige Verdickung an seinem distalen Ende, an deren Fuß sich ein kleiner schwarzer Zahn neben einer geringen Vertiefung befindet. E. annexum fehlen diese Merkmale, es tauchen jedoch, entweder durch natürliche Variation oder durch Hybridisierung, immer wieder Zwischentypen auf, die sich Merkmale beider Arten teilen. E. vernale findet sich relativ häufig an Gewässern mit Fischbesatz,  E. annexum scheint diese zu meiden, oder kann sich hier nicht fortpflanzen.
Ebenfalls nur sehr schwierig von Enallagma annexum zu unterscheiden ist Enallagma boreale. Bei ersterer kann in der Vergrößerung der männlichen Hinterleibsanhänge eine nach hinten gerichtete lippenförmige Erhebung festgestellt werden, bei E. boreale befindet sich diese an der Innenseite der Cerci. Enallagma annexum ähnelt ebenfalls sehr Enallagma civile, aber diese Art besitzt längere obere Hinterleibsanhänge als untere, genau umgekehrt zu E. annexum. Bei E. civile ist außerdem die Zeichnung auf der Oberseite des zweiten Abdominalsegments größer und berührt das hintere Ende des Segments, dieses Kennzeichen trennt E. civile von E. annexum und E. boreale in Arealen, in denen sich die Verbreitungsgebiete dieser Libellen überschneiden. Ebenfalls von Enallagma annexum nur sehr schwer zu unterscheiden ist Enallagma clausum, bei dieser ist die Zeichnung auf dem fünften Abdominalsegment gewöhnlich weniger ausgeprägt. Auch Enallagma hageni und Enallagma ebrium ähneln Enallagma annexum, sind aber insgesamt kleiner und besitzen kleinere Postokularflecken, dies kann besonders bei der Bestimmung der Weibchen von Belang sein. In den meisten Bereichen, in denen sich die Verbreitungsgebiete der Libellen überlappen, unterscheidet der Querstrich auf dem zweiten Abdominalsegment E. annexum von den beiden kleineren Arten, die hier größere Flecken aufweisen.
Auch die Weibchen von Enallagma annexum, Enallagma clausum und Enallagma boreale ähneln einander sehr, eine Bestimmung kann anhand des Vergleichs des Prothorax und dessen typischer Form des Hinterrandes erfolgen. Dieser ist bei E. annexum deutlich ausgebildet, während er bei E. boreale mit dem Thorax verschmilzt. Die Form des Prothorax von E. clausum entspricht eher der von E. annexum, aber der Vorderrand ist eingeschnürt und auf der Oberseite befinden sich zwei kleine Gruben. Bei Weibchen von Enallagma recurvatum ist ebenfalls das achte Abdominalsegment fast vollständig ohne Zeichnung, diese sind aber deutlich kleiner. Bei den Weibchen anderer ähnlicher Becherjungfern kommt dies ausgeprägt helle achte Abdominalsegment nicht vor.

## Verbreitung

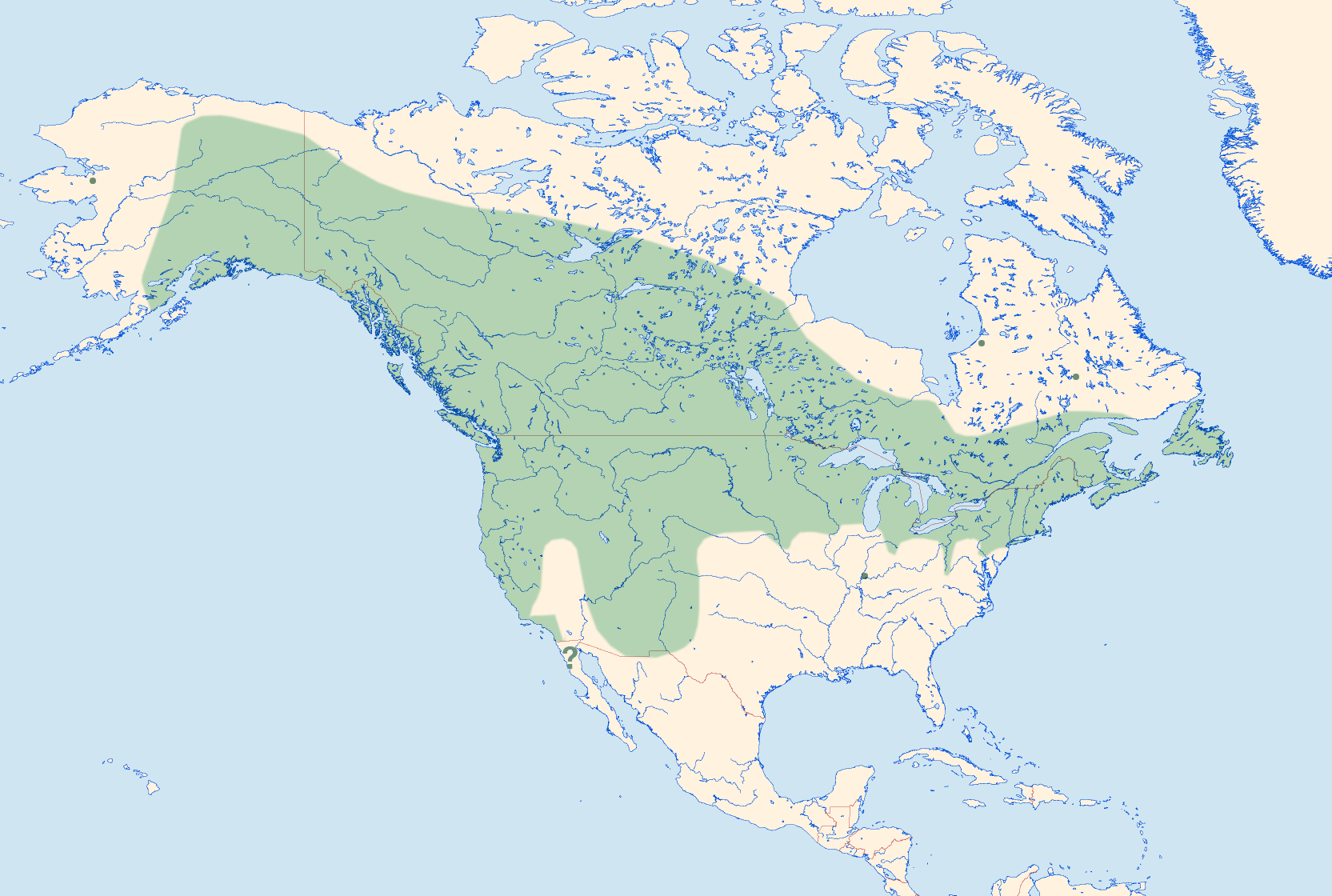
Verbreitung von Enallagma annexum

Enallagma annexum ist im ganzen Westen Nordamerikas verbreitet, von Alaska bis ins nördliche Baja California, im Osten Nordamerikas von Neufundland bis West Virginia.

## Lebensweise
Enallagma annexum kann in nördlichen Breiten sehr häufig werden. Besiedelt werden sumpfige offene Seen und Teiche, häufig Moorseen. Im Osten Nordamerikas ist es eine typische Libelle fischfreier Gewässer. Im Westen ist E. annexum auch an langsam fließenden Flüssen anzutreffen und nicht an fischfreie Gewässer gebunden, in Kalifornien werden wahrscheinlich sogar nur Flüsse besiedelt.
Die Männchen sind – typisch für die Becherjungfern – in großer Zahl am Wasser anzutreffen, wo sie in hoher Zahl niedrig über das offene Wasser fliegen oder am Rand dichter Vegetationsstrukturen ruhen. Die Paarung findet meist auf sonnigen Lichtungen nah am Wasser statt, wobei die Kopulation 10 bis 27 Minuten dauert. Die Eiablage erfolgt in schwimmende und nicht aus dem Wasser ragende Vegetation, dabei werden Gefäßpflanzen vor Algen bevorzugt. Zuvor werden viele mögliche Eiablageplätze geprüft. Die Eiablage erfolgt normalerweise als Tandem, eventuell trennt sich das Paar und das Weibchen taucht kopfüber ab, um diese unter Wasser fortzusetzen, dabei kann die Tauchzeit bis zu 90 Minuten betragen. Meist bewacht das Männchen seine Partnerin über der Wasseroberfläche, gibt aber oft nach einiger Zeit auf. Es kommt zu Hybridisierung mit Enallagma vernale.
Die Flugzeit der Imagines differiert mit der Verbreitung. In Yukon liegt sie zwischen Juni und August, in Kalifornien dagegen dauert sie von April bis November.  Im Osten Nordamerikas beginnt sie im Mai und reicht am südlichen Verbreitungsrand, in Ohio, bis in den Juli, am nördlichen Rand, in Nova Scotia, bis in den Oktober.